# Orphana inquirenda
Orphana inquirenda är en biart som beskrevs av Joseph Vachal 1909. Orphana inquirenda ingår i släktet Orphana och familjen grävbin. Inga underarter finns listade i Catalogue of Life.

## Bildgalleri